# Stinkefinger

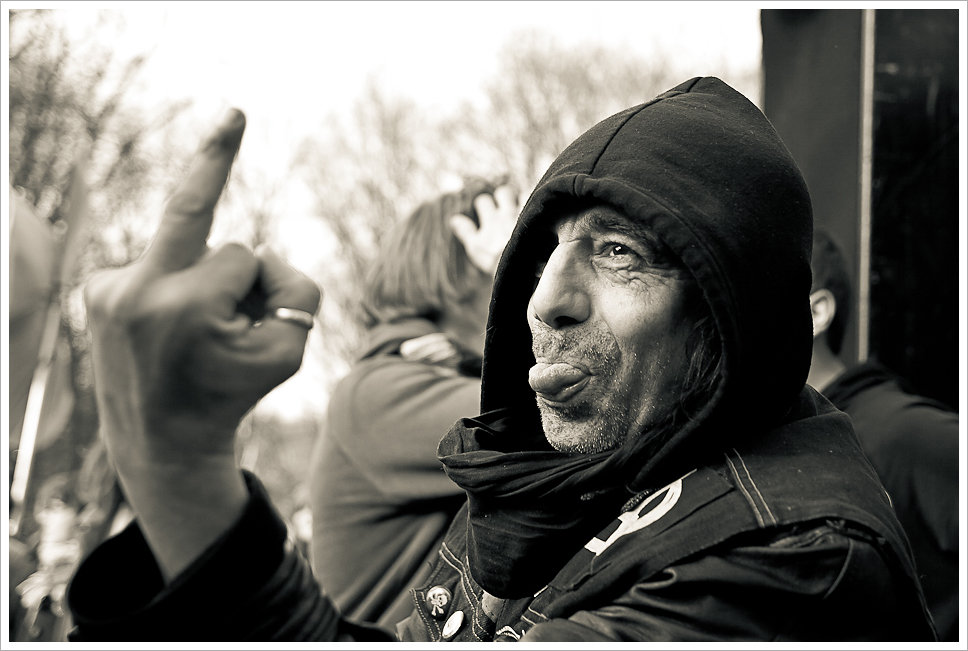
Die Stinkefinger-Geste

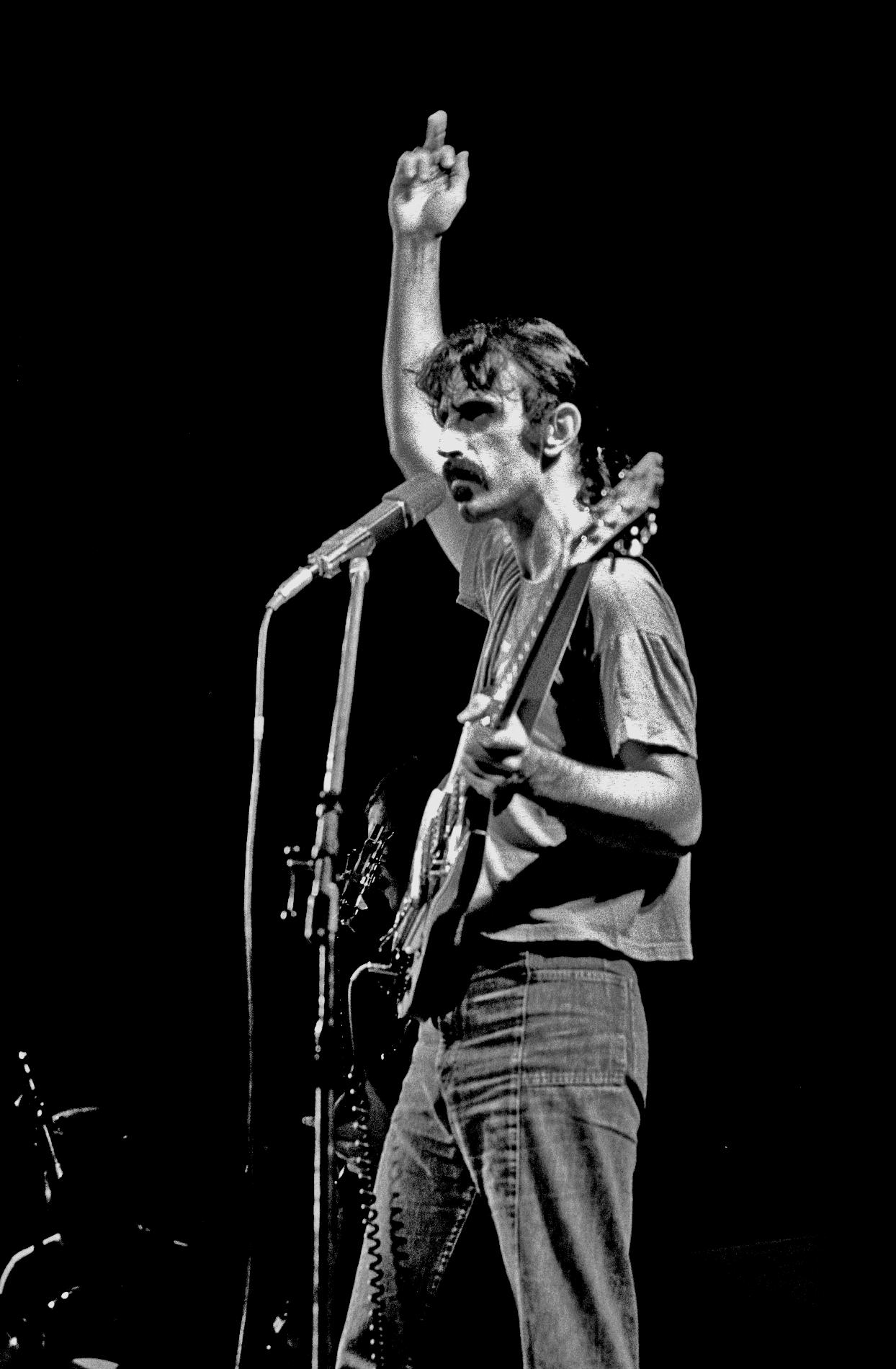
Frank Zappa „giving the finger“ während eines Konzerts in Hamburg 1974

Als Stinkefinger bezeichnet man umgangssprachlich eine häufig als obszön aufgefasste Geste, bei der eine mehr oder weniger geschlossene Hand mit ausgestrecktem Mittelfinger einer Person oder einer Gruppe entgegengestreckt wird. Sie kann als Beleidigung strafrechtlich geahndet werden. Im Deutschen wird die Geste, die im Englischen zumeist schlicht „the finger“ heißt, als „Stinkefinger“ bezeichnet. Der Duden nahm den Begriff erstmals 1996 auf und definiert ihn als „hochgestreckter Mittelfinger, der einer Person – mit dem Handrücken auf sie zu – gezeigt wird, um auszudrücken, dass man sie verachtet, von ihr in Ruhe gelassen werden will“.

## Lexem und Bedeutungen
Bei dem Begriff Stinkefinger handelt es sich im Deutschen um ein Neulexem, das seit Mitte der 1990er Jahre in dieser Bedeutung „mit beleidigender Absicht aufgrund einer momentanen Verärgerung“ in Gebrauch ist. In englischsprachigen Ländern bedeutet die Geste „Fuck you!“ oder „Fuck off!“ (siehe Fuck).
Vorher wurde der Begriff anders konnotiert, so definierte der Sexualwissenschaftler Friedrich Salomon Krauss 1905 Stinkefinger machen in einer Auflistung von erotischen Wörtern und Kraftausdrücken der Berliner Mundart als „an der weiblichen Scham mit dem Finger spielen“. In dieser Bedeutung wurde er zum Beispiel auch 1973 von Lothar-Günther Buchheim im Roman Das Boot verwendet. Laut dem Sprachwissenschaftler Hans-Martin Gauger bezieht sich die jetzige Bezeichnung Stinkefinger weniger auf den Bereich des Sexuellen als auf den der Exkremente und Analität, aus dem die deutsche Sprache die meisten ihrer Schimpfwörter nimmt. Im romanischen Ursprung würde die Geste dagegen „rein sexuell“ mit einer fiktiven Androhung einer Penetration gezeigt und, da sie besonders unter Männern gebraucht wird, mit dem Homosexualitätstabu spielen.

## Geschichte und wissenschaftliche Einordnungen

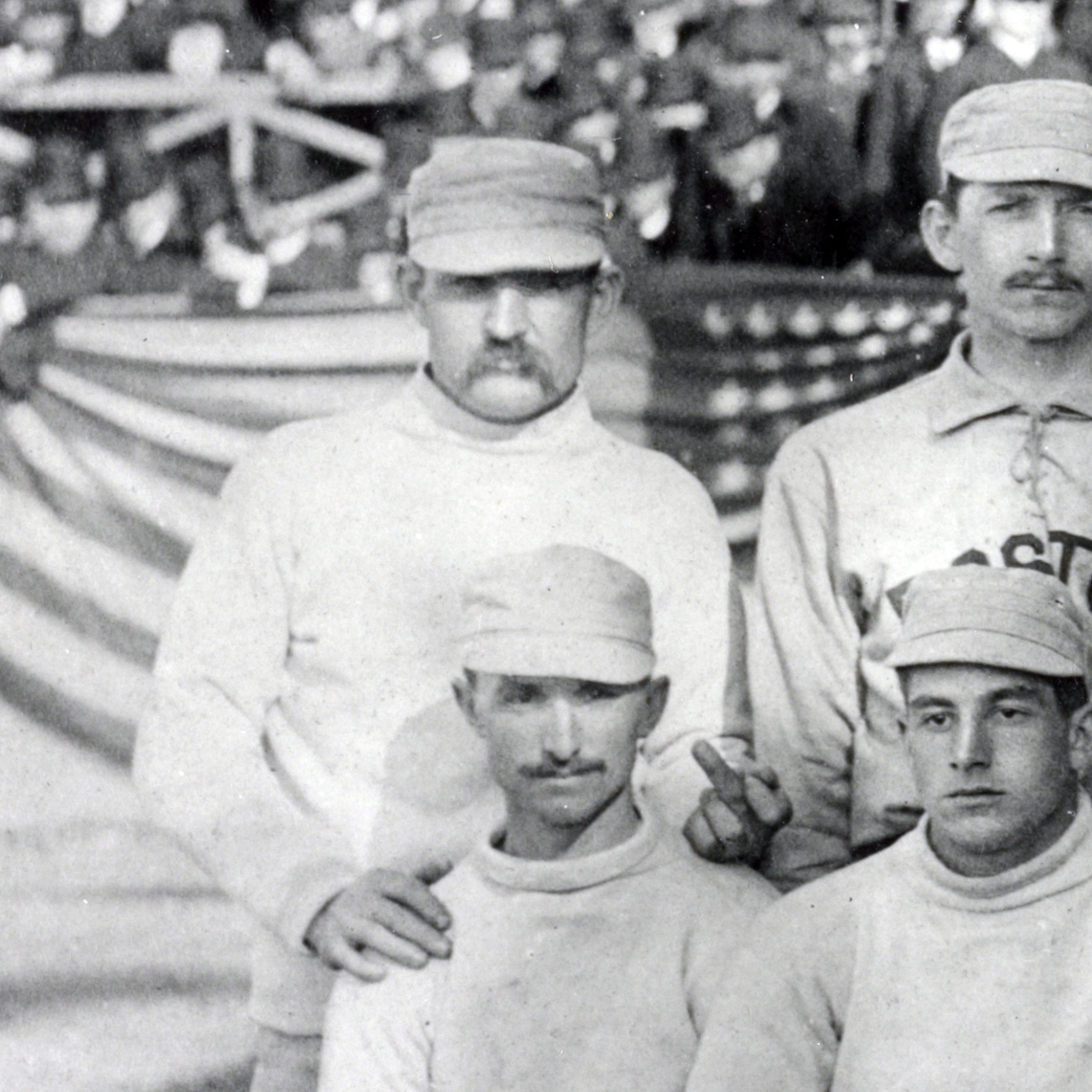
Baseball-Werfer Charles Radbourn zeigt 1886 den Stinkefinger in die Kamera, die erste fotografische Dokumentation dieser Geste.

Die Schmähgeste war schon im antiken Griechenland und Rom bekannt. Dort symbolisierte sie als Phallussymbol einen erigierten Penis im Sinne einer sexuell konnotierten Drohung. Der kynische Philosoph Diogenes von Sinope soll sie Besuchern der Stadt Athen gezeigt haben, die den berühmten Rhetor Demosthenes sehen wollten; dazu habe er gerufen: „Da habt ihr euren athenischen Demagogen!“
Im Lateinischen bezeichnete man sie als digitus impudicus („schamloser“ oder „unzüchtiger Finger“). In einem Gedicht der Carmina Priapea klagt eine zu apotropäischen Zwecken aufgestellte Priapus-Statue, dass ein Dieb ihr nur halb spottend, halb drohend den Mittelfinger zeigt. Ursprünglich trugen laut dem Kulturanthropologen Reinhard Krüger Ärzte Salben mit dem Mittelfinger (digitus medicinalis) auf. Nachdem dies mit der ausgehenden Antike als obszön galt, wurde vermehrt der Ring- oder Zeigefinger verwendet.
Laut dem US-Linguisten Jesse Sheidlower – nordamerikanischer Mitarbeiter beim Oxford English Dictionary – wurde die Geste Ende des 19. Jahrhunderts in den Vereinigten Staaten von italienischen Immigranten eingeführt. Das erste dokumentierte Bild zeigt, wie auf einem Mannschaftsfoto vom 29. April 1886, dem Eröffnungstag der Baseball National League, Charles Radbourn, Werfer des Baseballclub Boston Beaneaters, die Geste gegenüber den New York Giants, dem Gegner an diesem Tag, macht.
Im deutschsprachigen Raum war die Geste lange wenig bekannt. Belegbar ist, dass sie sich ab den 1960er Jahren als Beleidigungsgeste ausbreitete. So sorgte der US-Sänger Johnny Cash bei einem Auftritt im San Quentin State Prison 1969 durch Pressefotos für eine weite Verbreitung. Außerdem wurde die Geste von den 1968 in Nordkorea gefangengehaltenen Besatzungsmitgliedern der Pueblo auf Fotos benutzt, um die propagandistische Aussage, die Mannschaft sei übergelaufen, zu unterminieren.
Nach Medienangaben unter Bezugnahme des Anthropologen Desmond Morris berichtete bereits der römische Geschichtsschreiber Tacitus, dass germanische Stammesangehörige den Mittelfinger gegenüber römischen Soldaten erhoben. Ebenso wurde dargestellt, dass ein pantomimischer Tänzer in der Zeit Augustus’ ausgepeitscht und verbannt wurde, nachdem er einem ihn kritisierenden Zuschauer den Mittelfinger gezeigt hatte.
Die Psychologen Jesse Chandler und Norbert Schwarz veröffentlichten 2008 eine sozialpsychologische Studie im Journal of Experimental Social Psychology, in der sie emotionale Effekte der Körpersprache untersuchten und davon ausgingen, dass es angeborene und kulturell erworbene Gesten gibt. In einem Test wurden Studenten während des Lesens eines Textes über ein ambivalentes Vermieter-Mieter-Verhältnis aufgefordert wahlweise den mittleren oder den Zeigefinger zu strecken; anschließend wurden sie befragt. Diejenigen, die den Mittelfinger streckten, sollen in ihren Emotionen selbst davon beeinflusst sein und dazu neigen, ambivalent aggressives Verhalten einer anderen Person als feindlich zu interpretieren.

## Jüngere Kontroversen

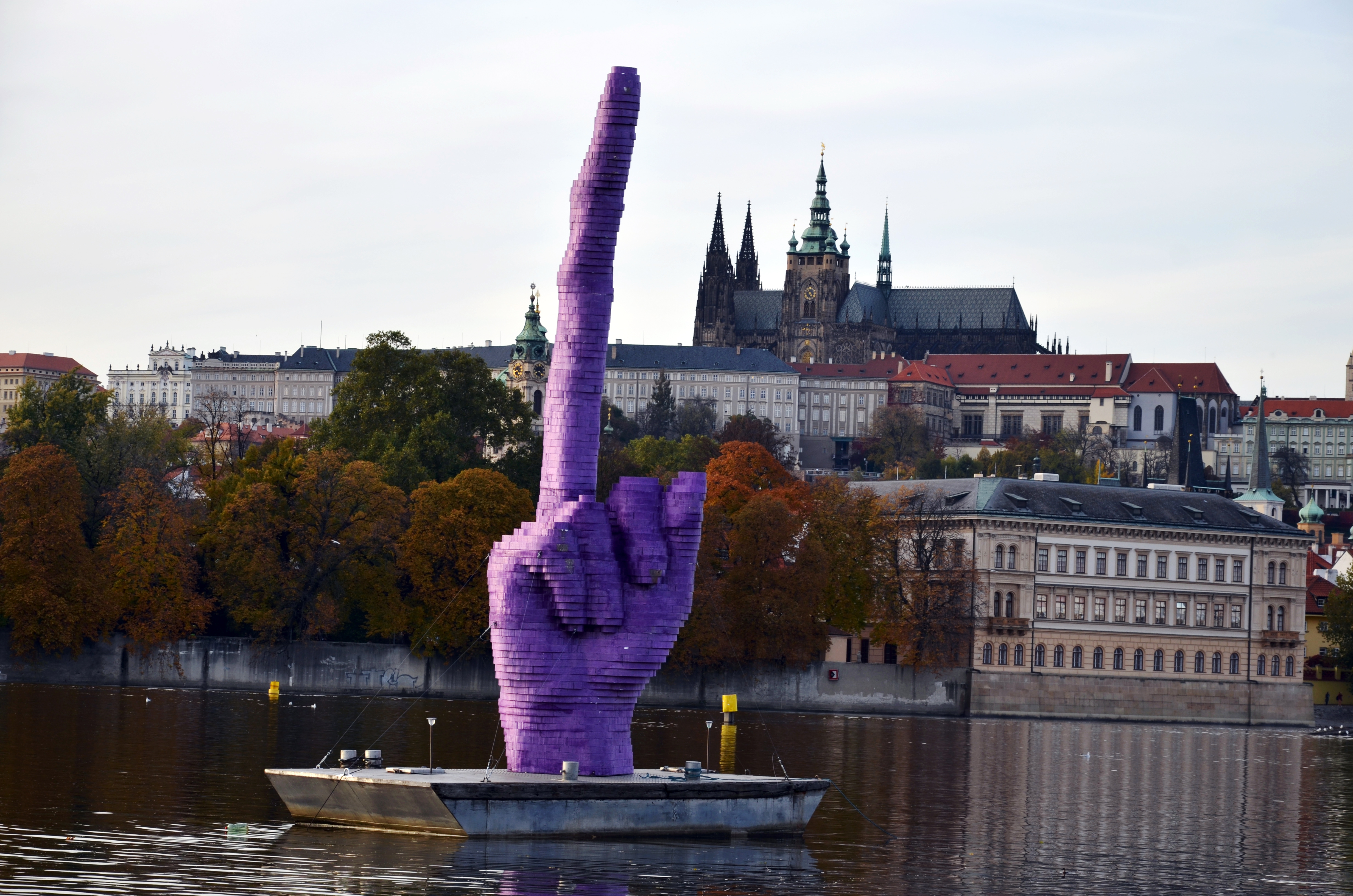
Eine künstlerische Botschaft des tschechischen Bildhauers David Černý an Miloš Zeman vor der tschechischen Abgeordnetenwahl, 2013

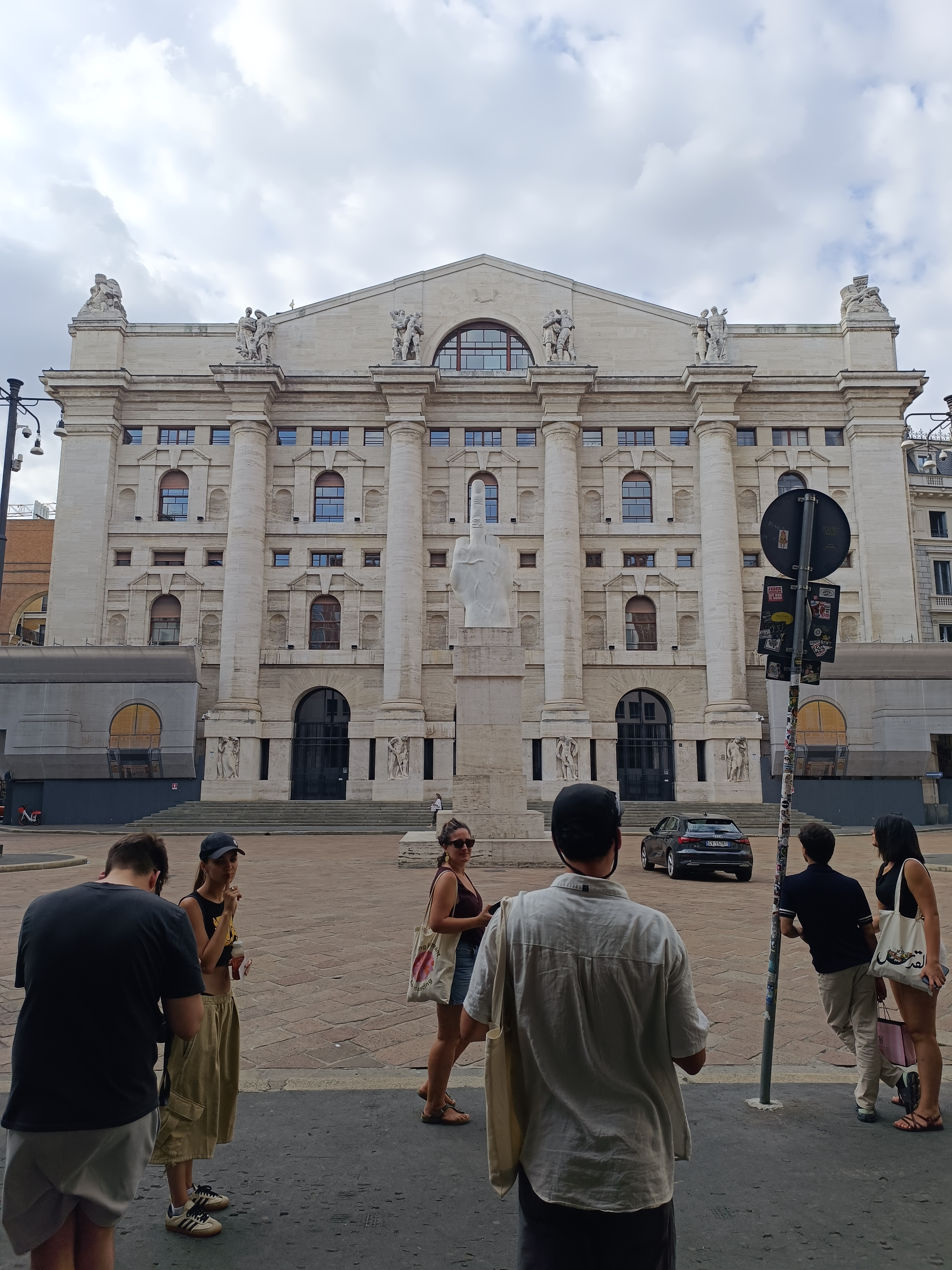
L.O.V.E. – Maurizio Cattelans Statement vor der Mailänder Börse: Steinskulptur, die auch ihren Betrachtern den Mittelfinger entgegenstreckt

US-Vizepräsident Nelson Rockefeller benutzte die Geste im September 1976 auf einer Wahlkampfveranstaltung. Gegenwärtige Kontroversen gibt es vor allem in der Politik, der Popkultur oder im Sport. So nannte etwa die BBC die Geste als ein Zeichen eines überkulturell verstandenen Protests und zählte im Jahre 2012 als prominente Verwender die Künstlerin M.I.A., den kanadischen Politiker Deepak Obhrai oder den Fußballspieler Luis Suárez auf.
In Deutschland wurde die Geste 1994 diskutiert, als der Fußballspieler Stefan Effenberg sie bei einem Spiel der Fußball-Weltmeisterschaft in Dallas gegen deutsche Zuschauer zeigte, die mit seiner spielerischen Leistung unzufrieden waren. 2013 zeigte der SPD-Kanzlerkandidat Peer Steinbrück den Stinkefinger bei einem Interview „ohne Worte“ mit dem SZ-Magazin, was zumeist in Medien als ein taktischer Fehler Steinbrücks vor der Bundestagswahl 2013 eingeschätzt wurde.
Im gleichen Jahr sorgte der tschechische Aktionskünstler und Bildhauer David Černý für einen Eklat, als er einen überdimensionierten Stinkefinger auf der Moldau gegenüber der Prager Burg – dem Amtssitz des tschechischen Präsidenten Miloš Zeman – positionierte.
Im März 2015 entstand eine Debatte, als der griechische Finanzminister Yanis Varoufakis in der Talkshow Günther Jauch mit einem über soziale Netzwerke verbreiteten Video konfrontiert wurde, in dem er den Stinkefinger gezeigt haben soll. Das Neo Magazin Royale behauptete anschließend, die Geste nachträglich digital eingefügt und das Video geschickt lanciert zu haben. Anschließend entwickelte sich eine medienkritische Kontroverse über journalistische Standards.

## Weitere Verwendungen
In der Gebärdensprache gehört die Geste nicht zum Repertoire der Deutschen Gebärdensprache (DGS). In der japanischen Gebärdensprache bedeutet sie aber „großer Bruder“ mit einer kurzen Bewegung nach oben.
Das Unicode-Konsortium etablierte 2014 neben weiteren sogenannten Emojis auch einen in Medien genannten „virtuellen Stinkefinger“ unter dem Unicode U+1F595 (🖕) mit der offiziellen Bezeichnung „reversed hand with middle finger extended“ (siehe auch: Unicodeblock Verschiedene piktografische Symbole).

## Rechtliche Beurteilung

### Strafrecht
In Deutschland erfüllt das Zeigen des Stinkefingers regelmäßig den Tatbestand der Beleidigung nach § 185 StGB.
Das Bayerische Oberste Landesgericht entschied im Jahr 2000: Wer zum Beispiel den Mittelfinger in das Sichtfeld einer Videoüberwachungskamera hält (Stinkefinger), kann den Straftatbestand einer Beleidigung begehen, obwohl eine Kamera nicht in ihrem Ehrgefühl verletzt werden kann – wohl aber der dahinter sitzende Beamte, dem man also laut Gerichtsurteil auch in der technisch „verlängerten“ Form einer Kamera gebührenden Respekt erweisen soll. Dabei wird angenommen, dass die Geste dem Beamten und nicht etwa den als störend empfundenen Überwachungsmaßnahmen allgemein galt.
Das Landgericht Kassel entschied hingegen in einem Urteil vom 30. November 2007, dass ein Autofahrer sich nicht wegen Beleidigung strafbar mache, wenn er den erhobenen Mittelfinger in das Sichtfeld einer laufenden Videoüberwachungskamera hält, sofern er irrtümlich annimmt, „eine Messstelle vor sich zu haben, die nur im Falle einer – hier nicht gegebenen – Geschwindigkeitsüberschreitung mit Blitzunterstützung ein oder mehrere Lichtbilder fertigt“ und es ihm deshalb nicht unterstellt werden könne, „er habe um die Möglichkeit gewusst, er könne sich einer laufenden Videoaufzeichnung gegenüberstehen, die unmittelbar oder im Nachhinein von Menschen in Augenschein genommen wird.“ Ungeachtet dessen sei es zweifelhaft, ob in dem hier vorliegenden Fall überhaupt eine Beleidigung durch das Zeigen des Mittelfinger vorliege, da „die hier in Rede stehende Situation eher Anlass zu der Annahme [böte], dass der Angeklagte mit seinen Gesten angesichts der aufgrund des Verkehrsaufkommens wohl oder übel eingehaltenen zulässigen Höchstgeschwindigkeit eher Schadenfreude im Sinne von „diesmal erwischt ihr mich nicht“ zum Ausdruck hat bringen wollen, als dass es ihm darauf angekommen wäre, irgendjemandem seine Nicht- oder Missachtung kund zu tun.“
Wird die Tat im deutschen Straßenverkehr begangen, kann auch ein Fahrverbot oder eine Geldstrafe verhängt werden. Im letztgenannten Fall ging es ebenfalls um eine Anlage zur Geschwindigkeitsüberwachung. Bis zum 30. April 2014 wurden bei einer Verurteilung 5 Punkte in Flensburg eingetragen. Seit dem 1. Mai 2014 werden Beleidigungen im Straßenverkehr jedoch nicht mehr in dem Verkehrszentralregister eingetragen.

### Verwaltungsrecht
Das Zeigen des Stinkefingers stellt in Österreich eine Anstandsverletzung dar und rechtfertigt daher eine Bestrafung.

### Zivilrecht
Grundsätzlich ist beim Vorliegen des Straftatbestandes der Beleidigung durch das Zeigen des Stinkefingers ein Anspruch auf Schmerzensgeld denkbar, allerdings muss dafür das Zeigen des Mittelfingers eine entsprechend schwerwiegende Verletzung des Persönlichkeitsrechts darstellen, was nach einem Urteil des AG Pinneberg vom 30. Oktober 2002 zumindest im Straßenverkehr regelmäßig nicht erreicht wird.
Im Arbeitsverhältnis kann das Zeigen des Stinkefingers als Beleidigung einen wichtigen Grund gemäß § 626 Abs. 1 BGB für eine außerordentliche verhaltensbedingte Kündigung darstellen.
In der Schweiz darf die Unfallversicherung ihre Leistungen für den Beteiligten kürzen, wenn er durch Zeigen des Stinkefingers eine Schlägerei ausgelöst hat und er dadurch zu Schaden gekommen ist. Laut dem Urteil des Schweizerischen Bundesgerichtes vom 22. März 2013 (Aktenzeichen: Urteil 8C_932/2012) provoziere das Opfer den Täter zu einer heftigen Gegenreaktion. Im konkreten Fall ging es um eine Parkhausdrängelei und nachfolgende Schlägerei, bei der das Opfer bewusstlos geschlagen wurde.

## Ähnliche Gesten
- Feigenhand
- Das um die senkrechte Achse gedrehte  Victory-Zeichen, auch bekannt als „The Longbowman Salute“. Besonders in Großbritannien und Australien hat das umgedrehte Victory-Zeichen die gleiche Bedeutung wie der Stinkefinger. Beim korrekten Victory-Zeichen (steht für Sieg, Jubel, Freude, aber auch Frieden) muss der Handballen vom eigenen Körper abgewandt sein. Dreht man die Hand um und hält sie wie beim Stinkefinger, so gilt das als schwere Beleidigung, was gelegentlich zu Missverständnissen mit Urlaubern führt (z. B. beim Bestellen von zwei Gläsern Bier per Handzeichen).